# Solanum adspersum
Solanum adspersum là loài thực vật có hoa trong họ Cà. Loài này được Witasek miêu tả khoa học đầu tiên năm 1910.